# كلاريسا فرنانديز
كلاريسا فرنانديز (بالإسبانية: Clarisa Fernández)‏ مواليد 28 أغسطس 1981 في قرطبة، الأرجنتين، هي لاعبة كرة مضرب أرجنتينية سابقة بدأت مسيرتها كمحترفة سنة 1998 وكانت تلعب باليد اليسرى، اعتزلت اللعب في 2008 |. أعلى تصنيف لها في الفردي كان المركز الـ 26 في سنة 2003.

## الميداليات
| الميدالية | المسابقة                    |
| --------- | --------------------------- |
| برونزية   | دورة الألعاب الأمريكية 1999 |

## روابط خارجية
- كلاريسا فرنانديز على موقع رابطة محترفات التنس (الإنجليزية)
- كلاريسا فرنانديز على موقع الاتحاد الدولي لكرة المضرب (الإنجليزية)
- كلاريسا فرنانديز على موقع كأس بيلي جين كينغ (الإنجليزية)
- كلاريسا فرنانديز على موقع خلاصة التنس.كوم (الإنجليزية)